# Heinrich Johannes Wendker
Heinrich Johannes Wendker (* 20. Juni 1938 in Gimbte; † 3. April 2008 in Hamburg-Bergedorf) war ein deutscher Astrophysiker und Radioastronom.

## Biografie
Nach dem Abitur am Gymnasium Augustinianum in Greven begann er ein Studium der Physik und Astronomie an der Westfälischen Wilhelms-Universität Münster, das er 1966 mit der Promotion abschloss. Während seines Studiums war er aktiv bei der KDB Alania zu Münster im RKDB.
Nach seinem Studium war er am Green-Bank-Observatorium in West Virginia, der University of Illinois, der Universität Bonn sowie dem Max-Planck-Institut für Radioastronomie tätig. Hier war er als wissenschaftlicher Mitarbeiter an der Errichtung des 100m-Radioteleskops Effelsberg beteiligt.
1972 folgte er dem Ruf auf eine Professur an die Sternwarte Hamburg, wo er bis zu seiner Entpflichtung im Jahre 2003 tätig war. Von 1985 bis 1989 bekleidete er das Amt des geschäftsführenden Direktors der Sternwarte Hamburg. Von 1989 bis 1991 war er Dekan des Fachbereiches Physik und anschließend von 1991 bis 1993 stellvertretender Dekan.
Heinrich Wendker war verheiratet und hatte zwei Söhne.

## Wissenschaftliche Tätigkeit
Eine zentrale Rolle in der wissenschaftlichen Tätigkeit Heinrich Wendkers spielten radioastronomische Beobachtungen der Milchstraße. Ein Schwerpunkt lag auf der Untersuchung thermischer und nicht-thermischer Strahlung von Radioquellen im Sternbild Schwan.
Er untersuchte zusätzlich Radioemissionen von Sternen und veröffentlichte den ersten Katalog von Radiosternen. 
Auch im optischen und Röntgenbereich des elektromagnetischen Spektrums stellte er Beobachtungen an und untersuchte die Wechselwirkung von Sternwinden heißer Sterne mit umgebendem Gas (sog. wind blown bubbles).
Er war Koautor des Lehrbuches Astronomie und Astrophysik: Ein Grundkurs.

## Bücher
- Mit Alfred Weigert und Lutz Wisotzki: Astronomie und Astrophysik: Ein Grundkurs. Wiley-VCH 2009, ISBN 978-3-527-40793-4 (5., aktualisierte und erw. Aufl.), ISBN 3-87664-050-4 (1. Auflage, zus. mit Alfred Weigert)